# Neckartalbrücke Heilbronn
Die Neckartalbrücke bei Heilbronn, auch Neckartalübergang Neckarsulm genannt, ist mit 1333 m das längste Bauwerk der Bundesautobahn 6 und die längste Autobahnbrücke in Baden-Württemberg. Die Brücke liegt zwischen den Anschlussstellen Heilbronn/Untereisesheim und Heilbronn/Neckarsulm. Die Autobahnüberführung überspannt bei Neckarsulm den Neckar und die Neckaraue sowie am westlichen Ufer die Neckartalstraße (Landesstraße 1100) und am östlichen die Kreisstraße 2115 mit der parallel verlaufenden Bahnstrecke von Heilbronn nach Neckarsulm.

## Brücke seit 2019
Seit 1. Januar 2017 befand sich der Abschnitt zwischen Wiesloch/Rauenberg und dem Autobahnkreuz Weinsberg im Bau. Diese Ausbaumaßnahme betraf auch eine neue Neckartalbrücke. Die Fertigstellung der ersten Brückenhälfte war am 25. März 2019 und damit rechtzeitig zur Bundesgartenschau 2019, welche in Heilbronn stattfand. Die kompletten Arbeiten wurden im Dezember 2022 beendet. Die Kosten des Brückenersatzbaus betrugen etwa 170 Millionen Euro.
Während der Bauzeit musste die Autobahnüberführung benutzbar bleiben. Zuerst wurde daher der nördliche, neue Überbau neben der alten Brücke auf provisorischen Unterbauten hergestellt und anschließend der Verkehr beider Richtungsfahrbahnen über diesen geleitet. Danach wurden die alten Überbauten abgebrochen. Im dritten Schritt wurde der südliche, neue Überbau errichtet. Nach der Verlegung des Verkehrs auf den neuen südlichen Überbau erfolgte der abschließende Querverschub mittels Litzenheber des neuen nördlichen Überbaus in seine endgültige Lage.
Der 1333 m lange Brückenzug besteht aus zwei Tragwerken, der 511 m langen Neckarbrücke und der 822 m langen, westlichen Vorlandbrücke. Die Tragwerke haben jeweils einen eigenen Überbau für jede Fahrtrichtung mit je drei Fahrstreifen. Der 510 m lange Bauwerksabschnitt über dem Neckar ist eine Trogbrücke in Stahlverbundbauweise. Die seitlichen, wellenförmigen Hauptträger aus Stahl haben Bauhöhen von 3,8 m im Feldbereich und maximal 8,3 m über den Brückenpfeilern. Die Stützweiten betragen 82 m, 131 m, 126 m, 92 m und 79 m. Die Herstellung erfolgte im Taktschiebeverfahren vom östlichen Widerlager aus ohne Hilfsunterstützungen. Nach dem Verschub wurde die Fahrbahnplatte mit Halbfertigteilen und Aufbeton hergestellt. Die Vorlandbrücken haben einen zweistegigen Spannbetonplattenbalkenquerschnitt mit einer Konstruktionshöhe von 1,75 m und einer Breite von jeweils 21,1 m zwischen den Geländern. 22 Öffnungen mit Längen von 32 m, 20 × 38 m und 30 m sind bei jeder Brücke vorhanden. Die Herstellung erfolgte mit einer Vorschubrüstung.

## Brücke 1968 bis 2019
Der Brückenzug wurde in den Jahren 1965 bis 1967 hergestellt und 1968 dem Verkehr übergeben.
Er bestand aus vier Einzelbrücken mit dazwischen angeordneten Trennpfeilern. Im Westen begann das Bauwerk mit einer dreifeldrigen, 311 m langen Balkenbrücke aus Spannbeton. Die Stützweiten betrugen 80 m in den Randfeldern und 151 m im Hauptfeld, das einen nicht realisierten Neckardurchstich überbrücken sollte. In Querrichtung besaßen die beiden Überbauten einen einzelligen, 7,5 m breiten Hohlkastenquerschnitt mit einer minimalen Konstruktionshöhe von 4,2 m im Feld und einer maximalen von 7,45 m über den Pfeilern.
Anschließend folgte eine 15-feldrige, 585 m lange Plattenbalkenbrücke. Die vorgespannte Stahlbetonkonstruktion hatte einheitliche Stützweiten von 39 m. Der gemeinsame Überbau für beide Richtungsfahrbahnen bestand aus einem zweistegigen Plattenbalken mit 3,0 m Konstruktionshöhe und 1,15 m Stegbreite. Die Stege besaßen einen Achsabstand von 16,25 m bei einer Fahrbahnplattenbreite von 29,8 m. Das Bauwerk gehörte zu den ersten Plattenbalkenbrücken, die ohne Querträger zwischen den Stegen, gemäß den theoretischen Untersuchungen des Bauingenieurs Hellmut Homberg, errichtet wurden. Allerdings mussten schon sieben Jahre nach der Fertigstellung aufgrund von Schäden an den Lagern die Stege in den Auflagerachsen durch nachträglich montierte Stahlrohre ausgesteift werden.
Der Neckar wurde mit einer zweifeldrigen, 260 m langen Balkenbrücke aus Stahl überspannt. Die Stützweiten betrugen 138 m und 122 m. In Querrichtung bestanden die Hauptträger aus zwei Hohlkästen mit einer orthotropen Fahrbahnplatte. Die Konstruktionshöhe war konstant 4,0 m.
Am östlichen Neckarufer schloss eine vierfeldrige, 160 m lange Balkenbrücke aus Spannbeton den Brückenzug ab. Die Stützweiten betrugen maximal 44 m. Aufgrund der schiefwinkeligen Lagerung am Widerlager besaßen die beiden Überbauten in Querrichtung einzellige Hohlkastenquerschnitte mit einer Konstruktionshöhe von 2,1 m.

### Instandsetzung

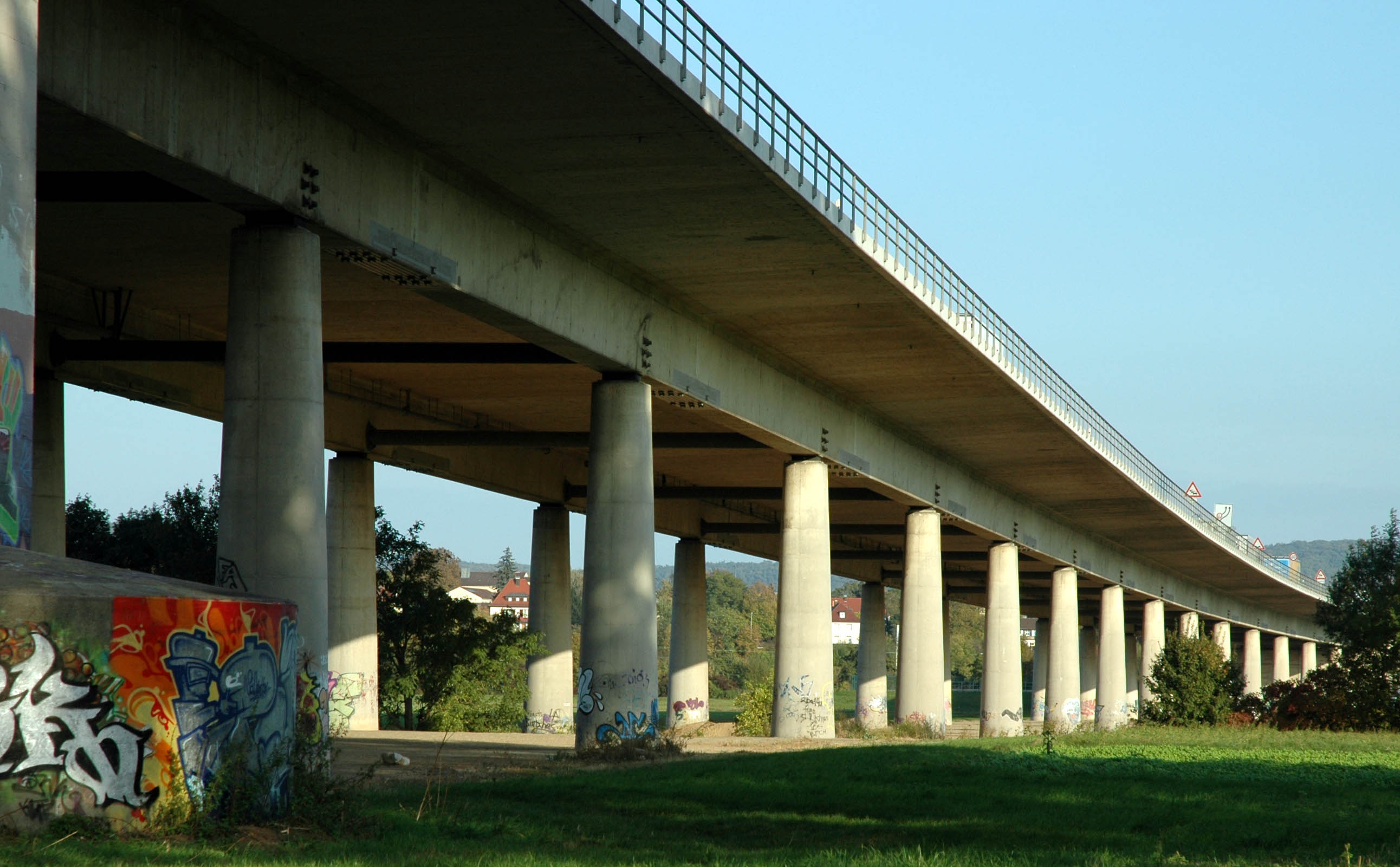
Plattenbalkenbrücke nach Instandsetzung

Aufgrund von größeren Schäden wurde von März 2003 bis Mai 2005 für 17 Millionen Euro eine umfangreiche Instandsetzung des Bauwerkes und der Ausbau auf sechs Fahrstreifen durchgeführt. Zusätzlich wurden auf der Brückennordseite Lärmschutzwände errichtet. Bei der Plattenbalkenbrücke erfolgte eine Verstärkung der Konstruktion durch Montage von Kohlenstofffaser-Spanngliedern auf der Steginnenseite an den 28 Koppelfugen. Allerdings zeigte sich die Stahlbrücke über dem Neckar den Belastungen der sechs Fahrstreifen nicht gewachsen und so wurde im Oktober 2013 die Anzahl der Fahrspuren wieder auf vier reduziert und die Geschwindigkeit für Lkw auf 60 km/h begrenzt. Für Pkw galt ein Tempolimit von 100 km/h. Erhebliche bauart- und altersbedingte Brückenschäden sowie Tragfähigkeitsdefizite gemäß Nachrechnungen machten einen Ersatzneubau erforderlich. Mit dem Sechsten Gesetz zur Änderung des Bundesfernstraßengesetzes wurden im Jahr 2015 zwecks Baubeschleunigung Klagen gegen die Planfeststellung des Bauwerks auf das Bundesverwaltungsgericht beschränkt.